# Nova Aquitània
Nova Aquitània (en francès: Nouvelle-Aquitaine; en occità: Nòva Aquitània) és una regió administrativa del Migdia francès creada per la reforma territorial del 2014, que comprèn 12 departaments, i resulta de la fusió de les antigues regions d'Aquitània, Llemosí i Poitou-Charentes. Va ser anomenada durant uns mesos com Aquitaine-Limousin-Poitou-Charentes; el nom de Nova Aquitània és oficial des del 28 de setembre de 2016 i efectiu des del 30 de setembre del mateix any.

## Geografia

### Departaments
- Charente (16)
- Charente Marítim (17)
- Corresa (19)
- Cruesa (23)
- Dordonya (24)
- Gironda (33)
- Landes (40)
- Òlt i Garona (47)
- Pirineus Atlàntics (64)
- Deux-Sèvres (79)
- Viena (86)
- Alta Viena (87)